# Naranjito (gemeente in Puerto Rico)
Naranjito is een van de 78 gemeenten (municipio) in de vrijstaat Puerto Rico.
De gemeente heeft een landoppervlakte van 70 km² en telt 29.709 inwoners (volkstelling 2000).